# Sigfrid Oskar Immanuel Almquist
Sigfrid Oskar Immanuel Almquist (Estocolmo, 15 de febrero de 1844-18 de octubre de 1923) fue un botánico y micólogo sueco.

## Algunas publicaciones
- Almquist, SOI; Wiksell, N. 1953. A supplement to the pteridophytes and phanerogams of Juan Fernandez. Upsala, pp. 95–240

- Almquist, SOI; Wiksell, N. 1960. The acetolysis method. Svensk Bot. Tidskr. 54: 561- 564

- Lärobok i naturkunnighet (I. Läran om växterna och djuren, skriven tillsammans med Nils Gerhard Wilhelm Lagerstedt (Libro de texto de estudio de la naturaleza I. Doctrina de plantas y animales, escrito con) 1878, 6.ª edición de 1902; II. La doctrina de la naturaleza inorgánica, 1880, 5.ª edición 1896)
- La abreviatura «Almq.» se emplea para indicar a Sigfrid Oskar Immanuel Almquist como autoridad en la descripción y clasificación científica de los vegetales.[1]